# Венцель, Эберхард
Эберхард Венцель (нем. Eberhard  Wenzel; 22 апреля 1896, Полянув, Западно-Поморское воеводство — 27 января 1982, Кюнцельзау) — немецкий органист, композитор, музыкальный педагог.

## Биография
Вырос в семье священника в Померании. С 1907 г. жил вместе с семьёй в Берлине, учился сперва в Консерватории Штерна, затем в Институте церковной музыки, где среди его наставников были Арнольд Эбель (композиция), Фриц Хайтман (орган) и Юлиус Дальке (фортепиано). Завершив образование в 1921 году, преподавал в Берлине, затем работал органистом в Нойбранденбурге. В 1930—1950 гг. Венцель был органистом и хормейстером церкви Святого Петра в Гёрлице, руководил городским музыкальным фестивалем, а в 1947 г. возглавил основанную в городе Школу церковной музыки. В 1951—1965 гг. он был директором Евангелической Высшей школы церковной музыки в Халле. В дальнейшем Венцель вышел в отставку и переехал в Западную Германию, где провёл остаток жизни в семье старшей дочери.
Венцелю принадлежит около 800 сочинений, преимущественно органных и хоровых, в том числе оратория «Страсти по Марку», Реквием «Media vita in morte sumus», Немецкая месса и др.
В ходе своей многолетней деятельности Венцель был удостоен Силезской музыкальной премии (1938) и Премии имени Букстехуде от города Любека (1957), избран почётным доктором факультета теологии Гейдельбергского университета (1962).